# Gramercy Residences
Les Gramercy Residences sont un gratte-ciel résidentiel de 244 mètres construit en 2013 à Makati aux Philippines. 